# Innocenci X
Innocenci X (Roma, 6 de maig de 1574 – Roma, 7 de gener de 1655) fou Papa de l'Església catòlica entre 1644 i 1655. Nascut Giovanni Battista Pamfili dins d'una il·lustre família originària de Gubbio (Úmbria), va estudiar jurisprudència al Col·legi Romà i després de graduar-se va ser nomenat, el 1604, advocat consistorial i auditor del Tribunal de la Rota. El 1621, el papa Gregori XV el nomena nunci a Nàpols, càrrec que ocuparà fins que l'any 1625 el llavors papa Urbà VIII el va enviar a Espanya i França acompanyant, en qualitat de datari, Francesco Barberini qui, per la seva qualitat de nebot del papa, havia estat nomenat nunci. Va ser nomenat cardenal de Sant Eusebi, l'any 1627, i com a tal va participar en el Concili de Trento.
A la Profecia de Sant Malaquies es refereix a aquest papa com Jucunditas crucis (L'exaltació de la creu), citació que pel que sembla fa referència que va ser escollit papa l'endemà de l'Exaltació de la Santa Creu.

## Biografia
Giovanni Battista Pamphilj va néixer a Roma, fill de Camillo Pamphilj i Maria Cancellieri del Bufalo, el sisè de nou fills. Pertanyia a la noble i eminent família Pamphilj. Per la línia paterna era un descendent directe del Papa Alexandre VI Borgia: l'àvia paterna d'Innocenci X, Giustina Mattei, de fet, era la filla d'una neboda de la famosa Lucrezia Borgia.
Giovanni Battista va estudiar sota la supervisió del seu oncle patern, el cardenal Girolamo Pamphili, al Col·legi dels jesuïtes de Roma, i es va graduar en dret a La Sapienza el 1594. Després de Gregori XV i d'Urbà VIII, va ser el tercer papa que va completar la seva formació als jesuïtes.
Va ser creat cardenal per Urbà VIII el 1629 i va ascendir al tron de Pere el 15 de setembre de 1644.

### Historial d'assignacions
- 1601: advocat consistorial;
- Juny de 1604 - 26 de març de 1621: és auditor al Tribunal de la Rota Romana;
- 20 de setembre de 1612: és nomenat canonge de la Penitenciària Apostòlica;
- 26 de març de 1621 a 1625: és nunci apostòlic al Nàpols ;
- 1625-1626: està al costat del cardenal Francesco Barberini en dues missions separades a França i Espanya com al seu datari;[2]
- 19 de gener - 30 de maig de 1626: és patriarca titular d'Antioquía dels llatins;
- 25 de gener de 1626: fou consagrat bisbe pel cardenal Laudivio Zacchia, bisbe de Montefiascone, assistit per Alfonso Manzanedo, patriarca llatí titular Jerusalem, i per Fabio Lagonissa, arquebisbe de Conza;
- 30 de maig de 1626: fou nomenat nunci a Espanya ;
- 30 d'agost de 1627: va ser creat cardenal in pectore per Urbà VIII (la nominació es va publicar al consistori del 19 de novembre de 1629);
- 12 d'agost de 1630 - 15 de setembre de 1644: pren el títol cardenalici de Sant'Eusebio;
- 1639 - 15 de setembre de 1644: nomenat prefecte de la Congregació per a l'execució de les decisions del Concili de Trento;
- 12 de gener de 1643 - 14 de març de 1644: és vicecamarlenc del Col·legi de Cardenals.

També va ser:
- membre de la comissió d'immunitats jurisdiccionals;
- secretari de la Inquisició romana;
- Protector de l'Església polonesa.

## El conclave de 1644
El papa Innocenci X va ser elegit al Palau del Vaticà el 15 de setembre de 1644; va ser consagrat el 4 d'octubre pel cardenal protodiaca Carlo de 'Medici.

Va ser el primer cardenal in pectore a convertir-se en papa.
En el conclave, que es va inaugurar el 9 d'agost de 1644, van participar 57 cardenals, que es van reduir a la fase final als 53. Un dels primers noms a caure va ser el de Giulio Cesare Sacchetti, afectat pel veto espanyol. Una bona majoria es va reunir al voltant del cardenal Pamphilj; no obstant això, França va decidir oposar-se i vetar-lo; però el cardenal Mazzarino va marxar massa tard i va arribar a Roma quan les eleccions ja havien acabat.

## El pontificat

### Govern de l'Església

#### Relacions amb les institucions de l'Església
El 1644 Innocenci X va confirmar la jurisdicció del Patriarcat de les Índies Occidentals (erigit per Climent VII en 1524). 

Amb la constitució apostòlica Militantis Ecclesiae (19 de desembre de 1644), el pontífex, dirigint-se als cardenals, els prohibia portar símbols nobiliaris i escuts d'armes
Ordres i instituts religiosos
- El pontífex va establir que l'Assemblea General de l'ordre dels Jesuïtes s'havia de celebrar cada nou anys i que el General romangués en el càrrec durant un màxim de tres anys. Més tard se li podria assignar qualsevol tasca, excepte per preparar els novells (butlla Prospero felicique Statui, 1646).
- Amb el breu Ea quae (16 de març de 1646), el papa va reduir els escolapis (fundats per Josep de Calassanç el 1597) d'orde exempta a congregació de sacerdots seculars sota la jurisdicció dels bisbes locals (com la congregació de l'Oratori);
- Amb un breu del 30 de juliol de 1647, va separar els doctrinaris del somascos i els va restaurar a una congregació independent de sacerdots seculars;
- El 1644 va reconèixer els privilegis de l'Orde del Verb Encarnat, ja reconeguts pel seu predecessor Urbà VIII en 1633;

Supressions
- El 1645 confirmà la supressió dels ambrosians, decretada pel seu predecessor Urbà VIII (butlla Quoniam de l'1 d'abril de 1645); també suprimí els Clergues regulars del Bon Jesús (22 de juny de 1651);
- Amb la butlla Inter coetera (desembre de 1649), Innocenci X va promoure una investigació destinada a determinar les veritables condicions financeres dels convents italians.[4]Congregació de la disciplina dels regulars. Amb la butlla Instaurandae regularis disciplinae (15 d'agost de 1652) el pontífex anuncià els convents destinats a ser tancata a la península italiana.[4] Els convents que albergaven menys de sis monjos van ser suprimits.

#### El XIV Jubileu
Amb la butlla Appropinquat dilectissimi filii del 4 de maig de 1649, Innocenci X va proclamar el XIV Jubileu. La vigília de Nadal del mateix any, el mateix Papa va obrir la Porta Santa. Com ja havien fet els seus predecessors, es preveia el bloqueig dels desnonaments i les rendes i es van suspendre totes les indulgències, excepte la de la Porciúncula.
Roma va ser visitada per prop de 700.000 pelegrins, i per a l'ocasió, es van convertir al catolicisme també un cert nombre de protestants. A causa de la presència massiva de pelegrins, el Papa va reduir el nombre de visites a les basíliques, i va concedir una indulgència, fins i tot a aquells que havien presenciat el tancament de la Porta Santa a la vigília de Nadal de 1650 o que havien assistit a la benedicció papal impartida des de la Lògia de la Basílica del Vaticà el dia de Nadal. La cerimònia més important de l'any va ser la missa celebrada a la plaça Navona pel mateix Papa.
Durant el Jubileu, Espanya i França gairebé van competir per demostrar la seva riquesa en cerimònies. Al gener, Felip IV va enviar dos ambaixadors al Vaticà amb un sequi de 460 carrosses. També no va pagar cap despesa perquè les cerimònies organitzades a les esglésies i les confraries espanyoles van superar totes les altres per la seva magnificència i esplendor.
Durant aquest any de jubileu, Alessandro Algardi va tallar un relleu del Papa Lleó I, representant el pontífex mentre aturava Àtila i l'estàtua d'Innocenci X al Campidoglio; Bernini va esculpir l'Èxtasi de Santa Teresa. A més, es va començar a treballar en la construcció del Palazzo Montecitorio.
Entre els pelegrins que van visitar Roma hi havia també la reina Cristina de Suècia, de fe catòlica.
Innocenci X també va celebrar tres jubilats extraordinaris, amb aquestes motivacions:
- 2 de març de 1648: invocar l'ajuda de Déu sobre Roma;
- 8 de gener de 1654: per als Països Baixos meridionals ;
- 12 de gener de 1654: per a les províncies de les Índies Occidentals (butlla Salvator et Dominus).[6]

#### Decisions en matèria litúrgica
- El 1645 intervé en la qüestió dels ritus xinesos. Davant la petició del vicari provincial dels dominics Juan de Morales, Innocenci X va publicar una acta que va prohibir als cristians a participar en aquest tipus de rituals (12 de setembre de 1645).[7]
- El 1650, amb motiu del Jubileu, va crear una edició revisada del Caeremoniale Episcoporum (el llibre que prescriu la realització dels serveis religiosos dels bisbes).

#### Contrast al jansenisme
El predecessor Urbà VIII (1623-1644) havia condemnat cinc proposicions contingudes a l'Augustinus de Cornelius Jansen (1585-1638) com a contràries a la doctrina catòlica, però la disputa sobre el pensament del teòleg holandès va continuar en els anys següents.
Van arribar a Roma les pressions dels bisbes francesos: dels 96 bisbes de l'Església Transalpina, 85 van demanar la condemna de les tesis de Jansen. Sant Vicenç de Paül se'ls va unir. Els jansenistes, tement una condemna precipitada, van traslladar-se al seu torn a Roma. El pontífex va delegar la resposta a una comissió especialment creada (12 d'abril de 1651), presidida pel cardenal Francesco Albizzi, regidor del Sant Ofici. Un any més tard Innocenci X va publicar la butlla Cum occasione amb la qual les cinc proposicions deJansen contingudes a la butlla In Eminenti d'Urbà VIII van ser condemnades com a heretges (9 de juny de 1653). L'11 de juliol, els bisbes francesos van reconèixer la decisió de la Santa Seu. Aquest acte va ser important perquè va ser emès sense una consulta prèvia amb el rei. Va ser a partir de la Pragmàtica Sanció de Bourges (1438) que l'Església francesa no es va pronunciar oficialment sobre un decret papal en total autonomia del monarca. Per la seva banda, els jansenistes respectaren la decisió papal reconeixent les propostes censurades com a herètiques, però, seguint la tesi d'Antoine Arnauld i Blaise Pascal, va negar que les proposicions reflecteixen la veritable doctrina de Jansen.

### Relacions amb els regnes europeus

#### Amb Alemanya
L'esdeveniment internacional més important que va ocórrer durant el pontificat d'Innocenci X va ser el final de la Guerra dels Trenta Anys, que va concloure amb la signatura dels tractats de Münster, entre França i l'Imperi, i d'Osnabrück entre Suècia i els protestants a una banda i els catòlics i l'emperador de l'altra (24 d'octubre de 1648). Els dos tractats són coneguts com la Pau de Westfàlia Les clàusules que conté regulen la legislació religiosa europea: cada confessió tindria llibertat de culte; els catòlics i els protestants es van equiparar davant la llei; tot príncep podria triar la seva religió, mentre que els seus súbdits haurien de seguir-lo (el principi del "cuius regio eius et religio"); els dominis eclesiàstics haurien estat secularitzats. Innocenci X immediatament es va oposar a les clàusules dels tractats, perquè la conseqüència immediata per a l'Església catòlica era la pèrdua de tots els bisbats del nord i del centre d'Alemanya, i de molts convents i monestirs.
A la mesa de negociacions, delegat pel Papa, seia el nunci Fabio Chigi, que va protestar enèrgicament, però en va. El Papa llavors va escriure el breu Zelo domus Dei (26 de novembre de 1648). Però l'emperador Ferran III d'Habsburg, satisfet amb els acords amb Maximilià I de Baviera, va considerar que la qüestió estava tancada.

#### Amb França
Quan Innocenci X va pujar al pontificat, França estava en guerra amb Espanya. El pontífex es va col·locar com a mediador entre els dos poders catòlics; però la seva influència va ser anul·lada per l'acció contrària del ministre del rei, el cardenal Mazzarino. Innocenci X va nomenar un nou arquebisbe de París en la persona del cardenal Jean-François Paul del Gondi. Posteriorment va reemplaçar el nunci apostòlic, sospitós de massa consentiment cap al primer ministre, nomenant a Neri Corsini (25 de juliol de 1652); però Mazzarino no el va reconèixer. Al de novembre de 1652 el ministre del rei tenia tant a Corsini com al cardenal Gondi arrestats uns quants dies separats. Corsini es va dirigir l'any següent a Avinyó, on va residir com a home lliure però no va poder exercir les seves funcions diplomàtiques. El cardenal Gondi va aconseguir escapar a l'agost de 1654, abandonant França i tornant a Roma.

#### Amb Portugal
Innocenci X va lamentar que esclatés la revolta el 1640 que va portar el país a separar-se de la Corona d'Espanya i recuperar la independència. El 1648 el Pontífex es va negar a reconèixer el títol de Joan de Bragança, que s'havia proclamat rei de Portugal. Inicialment no va confirmar els nomenaments episcopals fets pel monarca per a la seva consideració cap a Espanya. Només més tard va signar les butlles de confirmació.

#### Amb Espanya
Al juliol de 1647 va esclatar una revolta a Nàpols, ciutat sotmesa al govern del virrei espanyol Rodrigo Ponce de León. El pontífex volia mantenir-se constantment actualitzat sobre els esdeveniments. França temia que Roma intervenís militarment, però el rei d'Espanya s'anticipà a tots ocupant Nàpols amb tropes espanyoles.

#### Amb Anglaterra
En 1641 va iniciar-se una guerra civil a Irlanda. A l'illa la situació era molt inestable. El pontífex va escoltar els consells del franciscà Luca Wadding. Va ser Wadding qui va suggerir a Innocenci X el nom del nou nunci apostòlic: Giovanni Battista Rinuccini. Rinuccini va arribar a l'illa el de novembre de 1645; mentrestant, des de Roma, va enviar armes i municions a les tropes de la Confederació de Kilkenny.
En 1646, el general irlandès Owen Roe O'Neill, amb reforços subministrats pel nunci, va atacar l'exèrcit protestant escocès (Covenanter), dirigit per Robert Monro. El 5 de juny de 1646 el va derrotar clarament a la batalla de Benburb, en el riu Blackwater, on van morir o ser capturats prop de 3.000 escocesos.
En 1649 va començar la guerra de conquesta d'Irlanda per Anglaterra. A través d'atacs militars seguits de massacres de la població, el conflicte va acabar el 1653 amb la victòria definitiva dels britànics, liderats pel comandant Oliver Cromwell. Sobre l'onada de la conquesta de l'illa, totes les terres propietat dels catòlics van ser confiscades (Llei per a l'Arranjament d'Irlanda de 1652), la professió de la fe catòlica va ser proscrita i fins i tot va ser posada als preveres. No obstant això, Irlanda va romandre com una nació catòlica perquè la immensa majoria dels seus habitants es van negar a abandonar la seva fe religiosa.

### Contrast a l'expansionisme otomà
El pontífex finançà Polònia i la República de Venècia en les seves guerres contra els turcs otomans. El 1644, els turcs, trencant una treva que durava des de 1572 després de la batalla de Lepant van assaltar l'illa de Creta, aconseguint prendre la fortalesa de Canea a Venècia, a l'oest de l'illa. Els venecians van organitzar la defensa de l'illa, però les seves forces eren menors que les dels assaltants. El Papa va intervenir per ajudar-los: el pontífex va assignar una subvenció de 100.000 escuts d'or als ingressos anuals de totes les esglésies, monestirs i beneficis eclesiàstics situats a la República. La subvenció es va renovar durant diversos anys. Llavors Innocenci X va recórrer als poders catòlics per formar una Lliga Santa, però no va aconseguir l'ajuda esperada. El 1669 els turcs van conquerir l'illa.

### La segona guerra de Castro
El 1649 esclatà la Segona Guerra de Castro provocada per l'assassinat de Monsenyor Cristoforo Giarda, bisbe de Castro, mort, possiblement, a instigació del duc Ranuccio Farnese. L'exèrcit papal va envair el ducat i, després d'un breu setge, va destruir la ciutat.
El ducat va ser confiscat en els dominis de la Santa Seu.

### Govern dels Estats pontificis

#### L'acció legal contra els Barberini
Immediatament després de la seva elecció, el papa Innocenci X va prendre accions legals contra la família Barberini per malversació de fons públics. Taddeo Barberini havia rebut de la Cambra Apostòlica 5.000 escuts, 8.000 més els va adquirir en virtut dels beneficis vacants, 5.000 en els títols de les conquestes i 2.000 per les rendes dels oficis, sense comptar els edificis, obres d'art i objectes preciosos. A més, entre 1641 i 1643 el predecessor Urbà VIII havia volgut una guerra per apoderar-se del Ducat de Castro (un petit estat del Laci). A la guerra hi havia implicat la seva família, els Barberini. El resultat va ser desastrós.
Innocenci X va establir una comissió per investigar l'enriquiment il·lícit de la família Barberini i determinar la seva responsabilitat per la conducta errònia del conflicte.
En espera d'una possible sentència, els cardenals Taddeo i Antonio Barberini van fugir cap a França, on van trobar un poderós protector en el cardenal Mazzarino. Com a resposta, Innocenci X va confiscar les seves propietats als Estats pontificis (3 de febrer de 1646). L'ancià cardenal Francesco Barberini, que havia tingut el jove Pamphilj al seu servei al començament de la seva carrera, va intervenir. Amb la seva mediació, el 1648 la família Barberni va recuperar les seves propietats. Cinc anys després, el pontífex es va reconciliar amb els dos cardenals fugitius, que van poder tornar a Roma.

#### Política penitenciària
Innocenci X va iniciar una reforma penitenciària, destinada a la reunificació de les presons romanes i tribunals relacionats. Al principi va intentar millorar les presons existents, després va decidir construir una nova presó amb criteris més moderns. Les noves presons van ser construïdes entre 1652 i 1657; posteriorment es van traslladar els reclusos de Tor di Nona, que es va tancar definitivament.

#### Obres realitzades a Roma

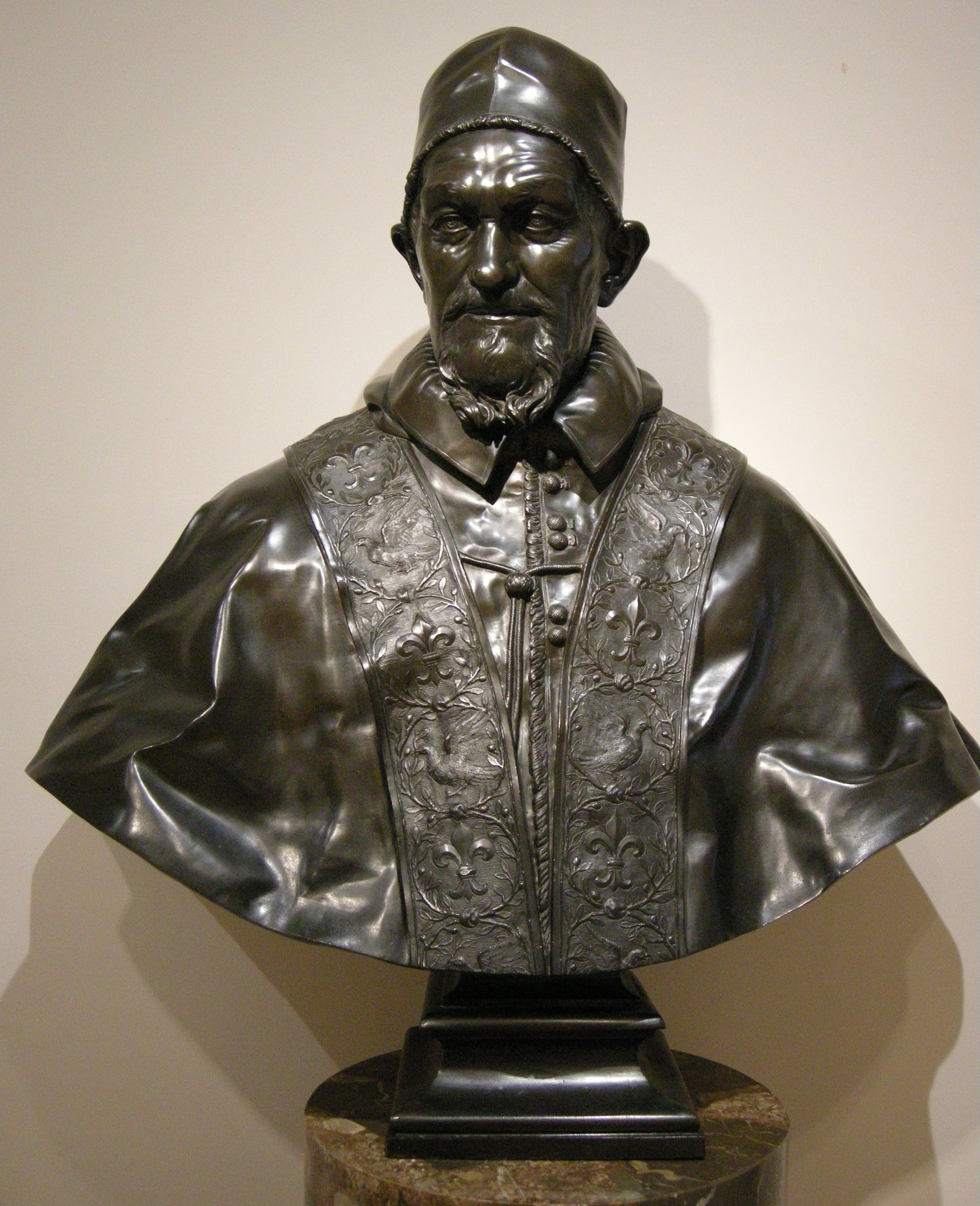
Alessandro Algardi, bust d'Innocenci X

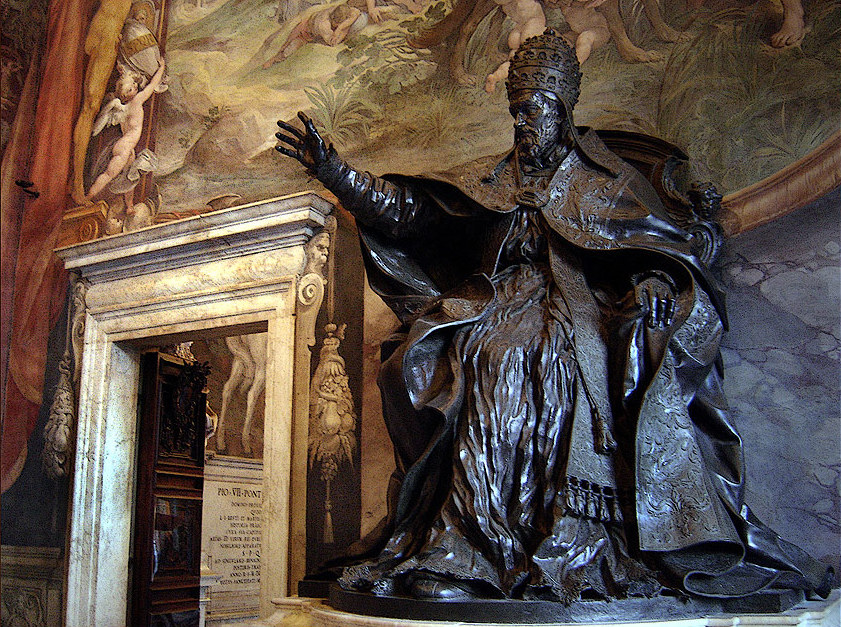
Alessandro Algardi, estàtua d'Innocenci X

L'obra mestra urbana d'Innocenci X va ser l'arranjament de la Piazza Navona, iniciada el 1647 amb la col·locació de l'obelisc que es trobava al Circ de Maxenci, a la Via Àpia.
El 1650 el Papa va convocar un concurs per a la construcció de la Font dels Quatre Rius. El projecte es va encomanar inicialment a Borromini, però Bernini, amb un estratagema, va aconseguir el treball. Els va lliurar a Donna Olimpia (Olimpia Maidalchini, escoltada consellera del pontífex) un model platejat de la font amb coves, lleons, palmeres i per sobre l'obelisc. El pontífex, veient "per casualitat" el model, s'entusiasmà i li va encomanar el treball. La font, pagada amb ingressos fiscals sobre pa, vi i altres béns de consum, va ser inaugurada el 1651.
El 1653, Bernini va modificar una de les tres fonts monumentals que decoren la plaça: la font dissenyada el 1575 per Giacomo Della Porta. Es va afegir un dofí que sostenia un cargol a la cua, però la figura no va agradar i va ser reemplaçada pel bust d'un africà acariciant un dofí. Per aquest motiu, la font s'anomena Fontana del Moro. La tercera font no va ser tocada.
- Església de Sant'Ivo alla Sapienza;
- Palau de Propaganda Fide (a la plaça d'Espanya);
- Palazzo Nuovo (a la plaça del Capitoli);
- Palau Pamphilj (a la plaça Navona);
- Obelisc Agonale (a la plaça Navona);
- Font del Neptú (a la plaça Navona);

El pontífex també va decidir completar la reconstrucció de la Basílica de Sant Joan del Laterà. El projecte va resultar ser ambiciós i va durar molt de temps.
Es van realitzar nous treballs en els següents monuments: Castel Sant'Angelo, Palazzo Pontificio de Castel Gandolfo i la Fontana del Moro.
Es va iniciar la construcció de l'església de Sant'Agnese a Agone, del Palazzo di Montecitorio i de la Carceri Nuove.
Els Pamphili, durant el seu pontificat, va construir fora de les muralles Gianicolensi d'una vila envoltada per un gran parc, ara coneguda com la Vila Doria Pamphili.
En el mateix període va néixer la Galeria Doria Pamphilj, una col·lecció privada d'obres d'art.
Diego Velázquez va executar l'Any Sant de 1650 un famós retrat del pontífex (avui conservat a la Galeria Doria Pamphilj). Alessandro Algardi esculpí una estàtua (1649-50, conservada al Palazzo dei Conservatori); Gian Lorenzo Bernini va tallar dos busts d'Innocenci X (ara conservats a la Galeria Doria-Pamphilj).
El pontífex designà el famós humanista alemany Luca Olstenio, superintendent de la Biblioteca del Vaticà.

### Mort i sepultura

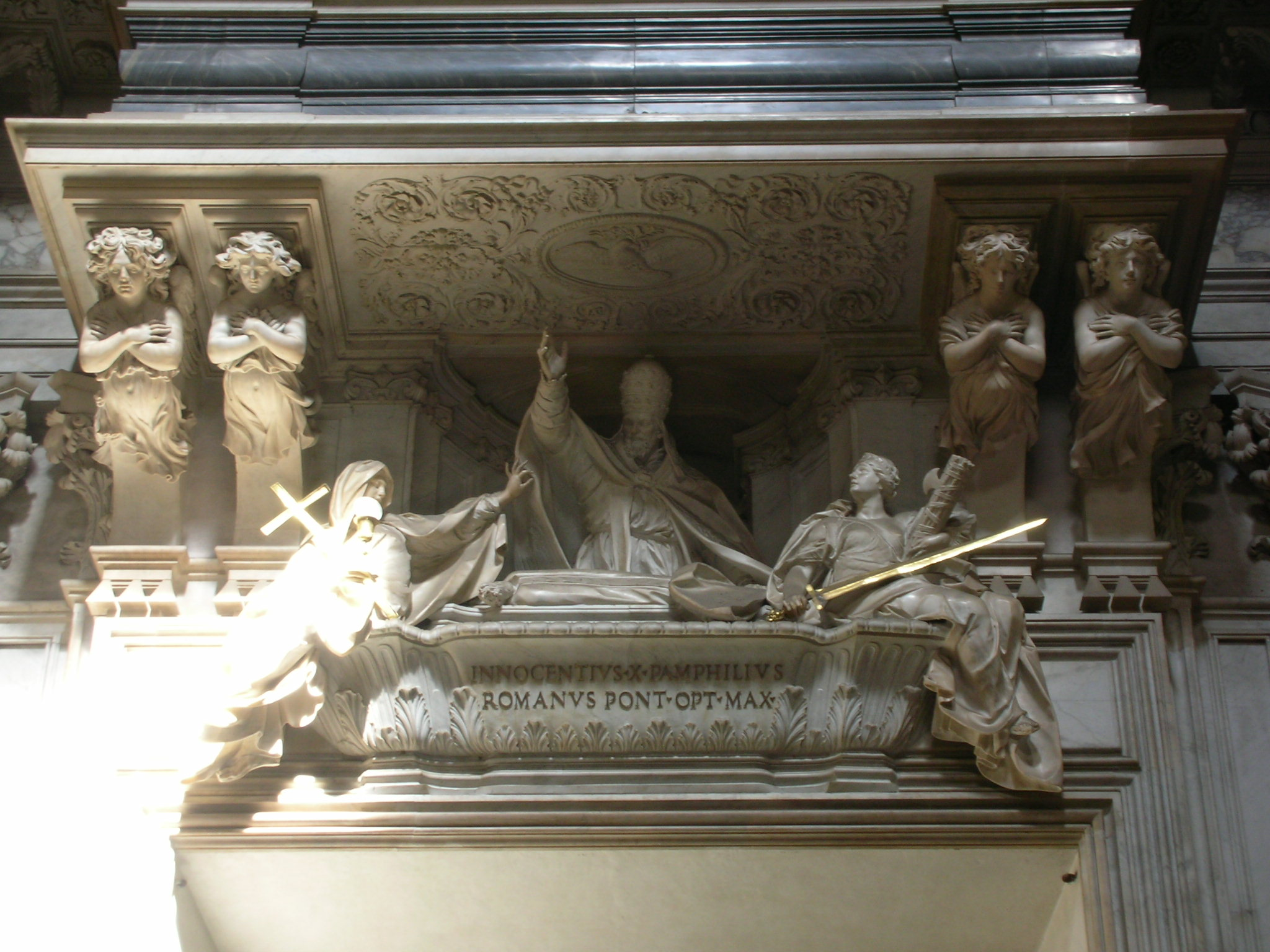
La tomba d'Innocenci X a Sant'Agnese in Agone

Innocenci X va emmalaltir l'agost de 1654 i va morir el 7 de gener de 1655 a Roma. Per l'avarícia dels familiars, el cadàver del Papa va ser deixat un dia en una habitació i només gràcies a la generositat de majordom Scotti, que va construir una pobre casa, i del canonge Segni, que donà cinc escuts per a les despeses d'enterrament, Innocenci va poder ser enterrat a la basílica patriarcal del Vaticà. Més tard, les seves restes van ser traslladades a la tomba construïda pel seu nebot Camillo i el besnet Joan Baptista a l'església de Sant'Agnese in Agone, amb vistes a la Piazza Navona. El seu monument es col·locà sobre de l'entrada, mentre que la veritable sepultura es troba a la cripta de la família contigua a la mateixa església.

## Canonitzacions i beatificacions
Durant el transcurs del seu pontificat (1644-1655), el Papa Innocenci X beatificà 5 servents de Déu:
- 24 de novembre de 1644
  - Bernardo Tolomei (1272-1348), abat, fundador de l'orde de Monte Oliveto
- 8 d'octubre de 1645
  - Filippo Benizi (1233-1285), sacerdot de l'orde dels Servents de Maria
- 1 de febrer de 1649
  - Nicolau de Flue (1417-1487), eremita
- 19 de desembre de 1650
  - Joan de Capistrano (1386-1456), sacerdot de l'orde de Frares Menors
- 13 d'abril de 1654
  - Bernardino da Feltre (1439-1494), sacerdot de l'orde de Frares Menors

No celebra cap canonització.

## Diòcesis erigides per Innocenci X

### Noves diòcesis
- 1648:
  - Vicariat apostòlic de Valàquia (avui arquebisbat de Bucarest);
  - Bisbat de Nicòpoli (el territori inclou la meitat nord de Bulgària).
- 15 d'abril de 1652:
  - Vicariat apostòlic d'Istanbul (incloent Turquia Europea i algunes províncies d'Anatòlia)
- 13 d'octubre de 1653:
  - Prefectura apostòlica d'Escòcia (en una nació on el catolicisme havia estat desarrelat);
- 22 de setembre de 1653, butlla Redemptoris nostri):
  - Bisbat de Prato (el territori es va obtenir de la diòcesi de Pistoia, a la qual Prato es va unir simultàniament aeque principaliter ).

### Trasllats de seus
- 4 de maig de 1648, butlla In supereminenti:
  - Bisbat de La Rochelle, englobant el territori de l'antiga diòcesi de Maillezais;
- 13 de setembre de 1649, butlla In supremo militantis:
  - Bisbat d'Acquapendente (després de la supressió de la diòcesi de Castro)[16]

## Consistoris per a la creació de nous cardinals
Innocenci X va crear 40 cardenals durant vuit consistoris diferents. Entre ells, els futurs pontífexs Alexandre VII, Alexandre VIII i Innocenci XI.
El 1654 va establir el títol cardenalici de Sant'Agnese fuori le mura.

## Nomenaments dins de l'àmbit familiar
El germà de Innocenci X, Pamphilio Pamphilj (1564-1639), es va casar amb Olimpia Maidalchini. Innocenci X va nomenar el seu fill Camillo Francesco Maria cardenal nebot en 1644.
- El 1647 va conferir la porpra a Francesco Maidalchini, nebot d'Olimpia Maidalchini;
- El 1650 va nomenar cardenal a Camillo Astalli i el va adoptar a la família Pamphilj.

## Honors
Gran Mestre de l'orde suprem del Crist